# 1988年メキシコグランプリ
1988年メキシコグランプリは、1988年F1世界選手権の第4戦として、1988年5月29日にエルマノス・ロドリゲス・サーキットで開催された。

## 概要

### 予選
予選では、開幕戦から圧倒的な速さを見せていたマクラーレン・ホンダのアイルトン・セナがポールポジションを獲得した。2位にはチームメイトのアラン・プロストが続いた。
約2,300メートルの高地にあり気圧が平地よりも低いことから、昨年に続きターボエンジン車が上位を独占し、フェラーリのゲルハルト・ベルガーとミケーレ・アルボレートが3位と5位に、ロータス・ホンダのネルソン・ピケと中嶋悟がそれぞれ4位と6位に続いた。なお6位の中嶋は、予選での本人のみならず、日本人としての過去最高順位となった。自然吸気エンジン勢のトップは、8位のベネトン・フォードのアレッサンドロ・ナニーニだった。なお、予選2日目にローラ・カーズのフィリップ・アリオーが最終コーナーでグリップを失いウォールに激突しマシンが横転する大クラッシュを演じたが無傷だったため決勝に進出した。

### 決勝

#### ホンダ勢のトップ独占
1回目のスタートでエンジンストールしたベネトン・フォードのアレッサンドロ・ナニーニがピットスタートとなった。再スタートでは、マクラーレン・ホンダのアラン・プロストがロータス・ホンダのピケに競り勝って1コーナーを制した。続いてピケ同様にスタートで順位を上げることに成功した中嶋に1コーナー争いで競り勝ったセナと中嶋が続き、ホンダエンジン勢が1-4位を独占することとなった。

#### ロータス・ホンダの不運

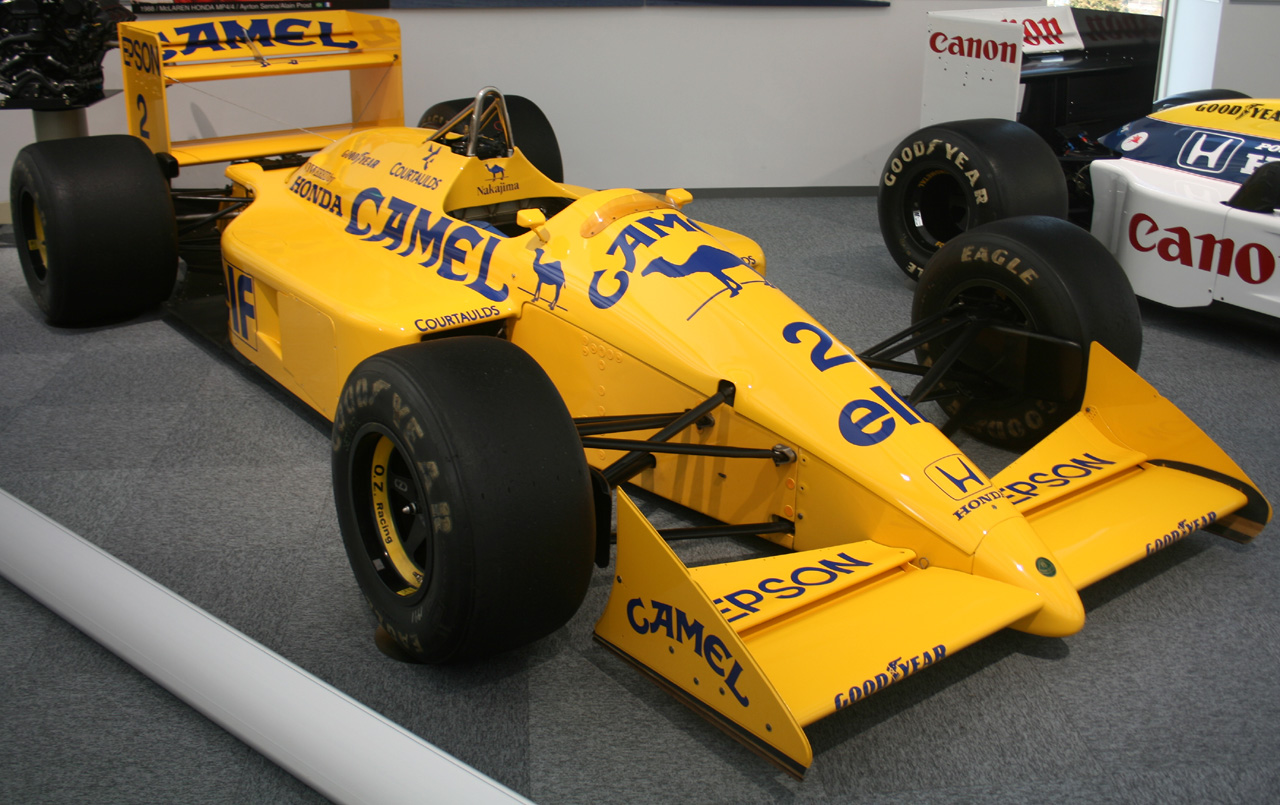
ロータス100T・ホンダ

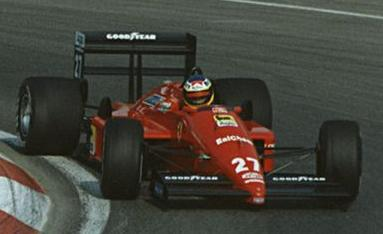
フェラーリ・F187/188C

しかしマシン性能がマクラーレン・ホンダに比べて完全に劣るロータス・ホンダをドライブするピケは1周目の最終コーナーでセナにかわされ、その数周後にはピケも中嶋も、ベルガーとアルボレートのフェラーリの2台にかわされてしまう。なお中嶋は暫くアルボレートを押さえていたものの、突然ポップオフバルブが開くトラブルが起きアルボレートにかわされてしまった。その後はマクラーレン・ホンダの2台がファステストラップを更新しながらフェラーリの2台を突き放し、フェラーリの2台の直後にロータス・ホンダの2台が続き、それ以下を突き放す展開となった。
しかし序盤からエンジンにトラブルが出ていた中嶋は28周目に白煙を吐きリタイヤし、その後ピケも残り10周を残して、チームメイトの中嶋同様にエンジントラブルでリタイヤし、予選から好調であったロータス・ホンダの2台はノーポイントに終わってしまう。リタイアの直接の原因は、エルフの燃料に不純物が混じっていたことがトラブルの原因だった。

#### 単調なレース展開
その後上位陣の順位は変わらず、単調なレース展開となった。なお後方では、ウィリアムズ・ジャッドのリカルド・パトレーゼが16周目に、チームメイトで昨年の優勝者のナイジェル・マンセルが20周目にエンジントラブルでリタイアした。
最終的にスタート直後から1度もトップの座を譲らなかったプロストと、序盤に3位に落ちた後2位に返り咲いたセナのマクラーレン・ホンダ勢が1位と2位でゴール、ベルガーとアルボレートのフェラーリ勢が3位と4位になり、5位と6位には、最終ラップまでチームメイト同士で競り合っていたアロウズ・メガトロンのデレック・ワーウィックとエディ・チーバーが続いた。

#### ターボ勢の独占
なお、優勝したプロストから6位のチーバーまで、ポイント圏内はターボ勢が独占した。また、3位のベルガーまでが同周回で、4位のアルボレートから6位のチーバーまでが1周遅れとなったが、自然吸気エンジンのマシンは、ベネトン・フォードのナニーニが2周遅れで7位に入るのが精いっぱいで、最下位のマーチ・ジャッドのイヴァン・カペリに至っては6周遅れでのゴールとなり、高地にあるサーキットにおけるターボエンジンの強さが際立つレースとなった。

## 結果

### 予選結果
| 順位 | No | ドライバー                 | コンストラクタ         | タイム   | 差     |
| ---- | -- | -------------------------- | ---------------------- | -------- | ------ |
| 1    | 12 | アイルトン・セナ           | マクラーレン・ホンダ   | 1'17.468 | —      |
| 2    | 11 | アラン・プロスト           | マクラーレン・ホンダ   | 1'18.097 | +0.629 |
| 3    | 28 | ゲルハルト・ベルガー       | フェラーリ             | 1'18.120 | +0.652 |
| 4    | 1  | ネルソン・ピケ             | ロータス・ホンダ       | 1'18.946 | +1.478 |
| 5    | 27 | ミケーレ・アルボレート     | フェラーリ             | 1'19.626 | +2.158 |
| 6    | 2  | 中嶋悟                     | ロータス・ホンダ       | 1'20.275 | +2.807 |
| 7    | 18 | エディ・チーバー           | アロウズ・メガトロン   | 1'20.475 | +3.007 |
| 8    | 19 | アレッサンドロ・ナニーニ   | ベネトン・フォード     | 1'20.740 | +3.272 |
| 9    | 17 | デレック・ワーウィック     | アロウズ・メガトロン   | 1'20.775 | +3.307 |
| 10   | 16 | イヴァン・カペリ           | マーチ・ジャッド       | 1'21.952 | +4.484 |
| 11   | 20 | ティエリー・ブーツェン     | ベネトン・フォード     | 1'22.029 | +4.561 |
| 12   | 22 | アンドレア・デ・チェザリス | リアル・フォード       | 1'22.245 | +4.777 |
| 13   | 30 | フィリップ・アリオー       | ローラ・フォード       | 1'22.348 | +4.880 |
| 14   | 5  | ナイジェル・マンセル       | ウィリアムズ・ジャッド | 1'22.363 | +4.895 |
| 15   | 10 | ベルント・シュナイダー     | ザクスピード           | 1'22.642 | +5.174 |
| 16   | 15 | マウリシオ・グージェルミン | マーチ・ジャッド       | 1'22.801 | +5.333 |
| 17   | 6  | リカルド・パトレーゼ       | ウィリアムズ・ジャッド | 1'22.972 | +5.511 |
| 18   | 9  | ピエルカルロ・ギンザーニ   | ザクスピード           | 1'23.078 | +5.610 |
| 19   | 14 | フィリップ・ストレイフ     | AGS・フォード          | 1'23.191 | +5.723 |
| 20   | 25 | ルネ・アルヌー             | リジェ・ジャッド       | 1'23.287 | +5.819 |
| 21   | 31 | ガブリエル・タルキーニ     | コローニ・フォード     | 1'23.603 | +6.135 |
| 22   | 29 | ヤニック・ダルマス         | ローラ・フォード       | 1'23.606 | +6.138 |
| 23   | 36 | アレックス・カフィ         | ダラーラ・フォード     | 1'23.716 | +6.248 |
| 24   | 26 | ステファン・ヨハンソン     | リジェ・ジャッド       | 1'23.721 | +6.253 |
| 25   | 24 | ルイス・ペレス＝サラ       | ミナルディ・フォード   | 1'23.857 | +6.389 |
| 26   | 32 | オスカー・ララウリ         | ユーロブルン・フォード | 1'24.032 | +6.564 |
| DNQ  | 3  | ジョナサン・パーマー       | ティレル・フォード     | 1'24.390 | +6.922 |
| DNQ  | 21 | ニコラ・ラリーニ           | オゼッラ               | 1'24.405 | +6.937 |
| DNQ  | 4  | ジュリアン・ベイリー       | ティレル・フォード     | 1'25.231 | +7.763 |
| DNQ  | 23 | エイドリアン・カンポス     | ミナルディ・フォード   | 1'26.058 | +8.590 |

### 決勝結果
| 順位 | No | ドライバー                 | コンストラクター       | 周回 | タイム/リタイヤ | グリッド | ポイント |
| ---- | -- | -------------------------- | ---------------------- | ---- | --------------- | -------- | -------- |
| 1    | 11 | アラン・プロスト           | マクラーレン・ホンダ   | 67   | 1:30'15.737     | 2        | 9        |
| 2    | 12 | アイルトン・セナ           | マクラーレン・ホンダ   | 67   | +7.104          | 1        | 6        |
| 3    | 28 | ゲルハルト・ベルガー       | フェラーリ             | 67   | +57.314         | 3        | 4        |
| 4    | 27 | ミケーレ・アルボレート     | フェラーリ             | 66   | 1周遅れ         | 5        | 3        |
| 5    | 17 | デレック・ワーウィック     | アロウズ・メガトロン   | 66   | 1周遅れ         | 9        | 2        |
| 6    | 18 | エディ・チーバー           | アロウズ・メガトロン   | 66   | 1周遅れ         | 7        | 1        |
| 7    | 19 | アレッサンドロ・ナニーニ   | ベネトン・フォード     | 65   | 2周遅れ         | 8        |          |
| 8    | 20 | ティエリー・ブーツェン     | ベネトン・フォード     | 64   | 3周遅れ         | 11       |          |
| 9    | 29 | ヤニック・ダルマス         | ローラ・フォード       | 64   | 3周遅れ         | 22       |          |
| 10   | 26 | ステファン・ヨハンソン     | リジェ・ジャッド       | 63   | 4周遅れ         | 24       |          |
| 11   | 24 | ルイス・ペレス＝サラ       | ミナルディ・フォード   | 63   | 4周遅れ         | 25       |          |
| 12   | 14 | フィリップ・ストレイフ     | AGS・フォード          | 63   | 4周遅れ         | 19       |          |
| 13   | 32 | オスカー・ララウリ         | ユーロブルン・フォード | 63   | 4周遅れ         | 26       |          |
| 14   | 31 | ガブリエル・タルキーニ     | コローニ・フォード     | 62   | 5周遅れ         | 21       |          |
| 15   | 9  | ピエルカルロ・ギンザーニ   | ザクスピード           | 61   | 6周遅れ         | 18       |          |
| 16   | 16 | イヴァン・カペリ           | マーチ・ジャッド       | 61   | 6周遅れ         | 10       |          |
| Ret  | 1  | ネルソン・ピケ             | ロータス・ホンダ       | 58   | エンジン        | 4        |          |
| Ret  | 22 | アンドレア・デ・チェザリス | リアル・フォード       | 52   | ギアボックス    | 12       |          |
| Ret  | 2  | 中嶋悟                     | ロータス・ホンダ       | 27   | エンジン        | 6        |          |
| Ret  | 5  | ナイジェル・マンセル       | ウィリアムズ・ジャッド | 20   | エンジン        | 14       |          |
| Ret  | 10 | ベルント・シュナイダー     | ザクスピード           | 16   | エンジン        | 15       |          |
| Ret  | 6  | リカルド・パトレーゼ       | ウィリアムズ・ジャッド | 16   | エンジン        | 17       |          |
| Ret  | 25 | ルネ・アルヌー             | リジェ・ジャッド       | 13   | 接触            | 20       |          |
| Ret  | 36 | アレックス・カフィ         | ダラーラ・フォード     | 13   | 接触            | 23       |          |
| Ret  | 15 | マウリシオ・グージェルミン | マーチ・ジャッド       | 10   | 電気系          | 16       |          |
| Ret  | 30 | フィリップ・アリオー       | ローラ・フォード       | 0    | サスペンション  | 13       |          |
| DNQ  | 23 | エイドリアン・カンポス     | ミナルディ・フォード   |      |                 |          |          |
| DNQ  | 3  | ジョナサン・パーマー       | ティレル・フォード     |      |                 |          |          |
| DNQ  | 21 | ニコラ・ラリーニ           | オゼッラ               |      |                 |          |          |
| DNQ  | 4  | ジュリアン・ベイリー       | ティレル・フォード     |      |                 |          |          |
| EX   | 33 | ステファノ・モデナ         | ユーロブルン・フォード |      | 失格            |          |          |

- 決勝順位は公式サイト[1]より。

## エピソード
- ユーロブルン・コスワースのステファノ・モデナは、規定外のリアウイングを使用したために失格となった。